# Skópelos (ville)
Skópelos, en grec moderne : Σκόπελος, est la ville principale de l'île du même nom, de la mer Égée, en Grèce.
Selon le recensement de 2011, la population de la localité s'élève à 3 090 habitants tandis que celle de l'île compte 4 960 habitants.
L'île est située à l'est de la Grèce continentale, au nord-est de l'île d'Eubée et fait partie du district régional des Sporades, dans la périphérie de Thessalie. Elle possède un port et un petit héliport. 